# تنیس آزاد آمریکا
یواس اوپن (معادل معمول در فارسی:تنیس آزاد آمریکا) با نام سابق قهرمانی تنیس آزاد ایالات متحده، نام یک تورنمنت تنیس و مدل جدیدی از قدیمی‌ترین رقابت تنیس در جهان به همراه قهرمانی ملی آمریکا (برای انفرادی مردان) است که نخستین بار در سال ۱۸۸۱ میلادی برگزار شد. از سال ۱۹۸۷، چهارمین و آخرین رقابت گرنداسلم (جایزه بزرگ)سال در تقویم میلادی است. این رقابت هرساله در اوت و سپتامبر در مدت‌زمان دوهفته‌ای برگزار می‌شود (هفته‌های قبل و بعد از آخر هفتهٔ روز کارگر در ایالات متحده). رقابت‌های اصلی متشکل از پنج رویداد قهرمانی متفاوت است: تک‌نفره مردان و زنان، دونفره مردان و زنان و دونفره مختلط که البته همراه با رقابت‌های دیگری برای سالمندان و نوجوانان و ویلچر بازان است. پس از سال ۱۹۷۸ این رقابت روی زمین‌های سخت در فلاشینگ مدوز-کرونو پارک برگزار شده‌است.
تفاوت مهم رقابت‌های آزاد آمریکا در ست آخر مسابقه است. سه گرنداسلم دیگر، ست پنجم برای مردان و ست سوم برای زنان تا زمانی که یک ورزشکار با اختلاف دو گیم برنده شود ادامه می‌یابد اما در آزاد آمریکا، مانند سایر ست‌ها، رقابت با تای-بریک (Tie-Break) پایان می‌پذیرد.
این مسابقات در قسمت مردان نخستین بار در سال ۱۸۸۱ (میلادی) و برای زنان در سال۱۸۸۷ (میلادی) آغاز گشته است.

## قهرمانان

### قهرمانان سابق
| سال  | قهرمان       | رانر-آپ      | نتیجه                           |
| ---- | ------------ | ------------ | ------------------------------- |
| ۲۰۱۱ | نواک جوکوویچ | رافائل نادال | ۶-۲، ۶-۴، ۶-۷، ۶-۱ در مجموع ۳-۱ |

| سال  | قهرمان       | رانر-آپ      | نتیجه              |
| ---- | ------------ | ------------ | ------------------ |
| ۲۰۱۰ | رافائل نادال | نواک جوکوویچ | ۶-۴، ۵-۷، ۶-۴، ۶-۲ |

| سال  | قهرمان               | رانر-آپ   | نتیجه                   |
| ---- | -------------------- | --------- | ----------------------- |
| ۲۰۰۹ | خوان مارتین دل پوترو | راجر فدرر | ۳-۶، ۷-۶، ۴-۶، ۷-۶، ۶-۲ |

| سال  | قهرمان    | رانر-آپ   | نتیجه         |
| ---- | --------- | --------- | ------------- |
| ۲۰۰۸ | راجر فدرر | اندی ماری | ۶-۲، ۷-۵، ۶-۲ |

### قهرمانان کنونی
در قسمت مردان اندی ماری با شکست نواک جوکوویچ که از عنوان قهرمانی خود در سال ۲۰۱۱ دفاع می‌کرد، توانست به اولین قهرمانی خود در US Open دست یابد.
| سال  | قهرمان    | رانر-آپ      | نتیجه                   |
| ---- | --------- | ------------ | ----------------------- |
| ۲۰۱۲ | اندی ماری | نواک جوکوویچ | ۷-۶، ۷-۵، ۲-۶، ۳-۶، ۶-۲ |

در قسمت زنان هم سرنا ویلیامز توانست ویکتوریا آزارنکا از بلاروس را در فینال شکست دهد و برای چهارمین بار فاتح این گراند اسلم گردد.
| سال  | قهرمان       | رانر-آپ          | نتیجه         |
| ---- | ------------ | ---------------- | ------------- |
| ۲۰۱۲ | سرنا ویلیامز | ویکتوریا آزارنکا | ۶-۲، ۲-۶، ۷-۵ |